# 121.
◄ | 1. stoljeće | 2. stoljeće | 3. stoljeće | ►
◄ | 90-ih | 100-ih | 110-ih | 120-ih | 130-ih | 140-ih | 150-ih | ►
◄◄ | ◄ | 118. | 119. | 120. | 121. | 122. | 123. | 124. | ► | ►►
Astronomija • Književnost • Kršćanstvo

## Rođenja
- 26. travnja – Marko Aurelije, rimski car († 180.)

## Vanjske poveznice
|  | Zajednički poslužitelj ima još gradiva o temi 121. |